# Filiberto Laurenzi
Filiberto Laurenzi (Bertinoro prop de Forli, 1620 – després del 1651) fou un compositor i cantant italià.
El 1633 feia el rol de soprano a San Luigi dei Francesi. El 1640 es va establir a Venècia. Va escriure les òperes La finta savia (Venècia, carnaval 1643, en col·laboració amb Ottaviano Castelli i d'altres) i L'esiglio d'Amore (Ferrara, 1651, en col·laboració amb Andrea Mattioli.